# Tagd Ua Conchobair
Tadg Ua Conchobair ou Tadg mac Ruaidrí Ua Conchobair (né vers 1063 mort en 1097) est roi de Connacht en compétition de 1092 à  1097.

## Biographie
Tadg mac Ruaidrí na Saide Buide Ua Conchobair est le fils aîné de Ruaidri na Saide Buide Ua Conchobair il accède au trône après que son père ait été déposé et aveuglé par Flaithbertach Ua Flaithbertaig du sept des Uí Briúin Seóla Il doit faire face aux prétentions au trône du meurtrier de son père mais son règne est très court car en 1097 il est traîtreusement assassiné à l'âge de 24 ans par les Ua Conchobair, vraisemblablement l'instigateur de son compétiteur
, menés par son homme de confiance le fils de Culuachra Ua Maelbhrenainn.

## Sources
- Annales d'Ulster sur CELT: Corpus of Electronic Texts at University College Cork
- (en) Francis John Byrne, Irish Kings and High-Kings, Londres, Batsford, 1973 (ISBN 0-7134-5882-8)
- (en) T. W. Moody, F.X. Martin et F.J. Byrne, A new history of Ireland, Oxford England Oxford New York, Clarendon Press Oxford University Press, coll. « New history of Ireland » (no 9), 2011 (1re éd. 1989), 674 p. (ISBN 978-0-199-59306-4), p. 138.